# 曾点
曾点（前546年—？），一作曾蒧，字皙，一作子皙，又稱曾皙，曾参的父亲，是孔子的早期弟子之一，约小孔子二十余岁，並被列為孔門弟子七十二賢人之一。《孔子家语》、《吕氏春秋》记载曾点教子严格。

## 子路、曾皙、冉有、公西华侍坐
《子路、曾皙、冉有、公西华侍坐》一章记叙曾皙的理想生活。孔子曾让弟子言志，子路、冉有、公西华等各有抱负，曾皙说：“暮春者，春服既成，冠者五、六人，童子六、七人，浴乎沂，風乎舞雩，詠而歸。”
子路、曾皙、冉有、公西華侍坐。子曰：「以吾一日長乎爾，毋吾以也。居則曰：『不吾知也！』如或知爾，則何以哉？」

子路率爾而對曰：「千乘之國，攝乎大國之間，加之以師旅，因之以饑饉，由也為之，比及三年，可使有勇，且知方也。」夫子哂之。

「求！爾何如？」 

對曰：「方六、七十，如五、六十，求也為之，比及三年，可使足民；如其禮樂，以俟君子。」

「赤！爾何如？」 

對曰：「非曰能之，願學焉。宗廟之事，如會同，端章府，願為小相焉。」 

「點！爾何如？」 

鼓瑟希，鏗爾，舍瑟而作，對曰：「異乎三子者之撰。」

子曰：「何傷乎？亦各言其志也。」

曰：「莫春者，春服既成，冠者五、六人，童子六、七人，浴乎沂，風乎舞雩，詠而歸。」

夫子喟然歎曰：「吾與點也。」 

三子者出，曾皙後。曾皙曰：「夫三子者之言何如？」

子曰：「亦各言其志也已矣！」

曰：「夫子何哂由也？」

曰：「為國之禮，其言不讓，是故哂之。」

「唯求則非邦也與？」

「安見方六、七十，如五、六十而非邦也者？」

「唯赤則非邦也與？」

「宗廟會同，非諸侯而何？赤也為之小，孰能為之大？」——《论语·先进篇》

## 后世追封、墓葬
唐玄宗尊之为“宿伯”，宋真宗加封为“莱芜侯”。明嘉靖九年改称“先贤曾氏”。
今山东省平邑县魏庄乡有曾点墓，系清朝乾隆二十五年（1760年）重修。由其后裔担任奉祀生。与澹臺滅明墓东西相望